# Journée internationale du bonheur

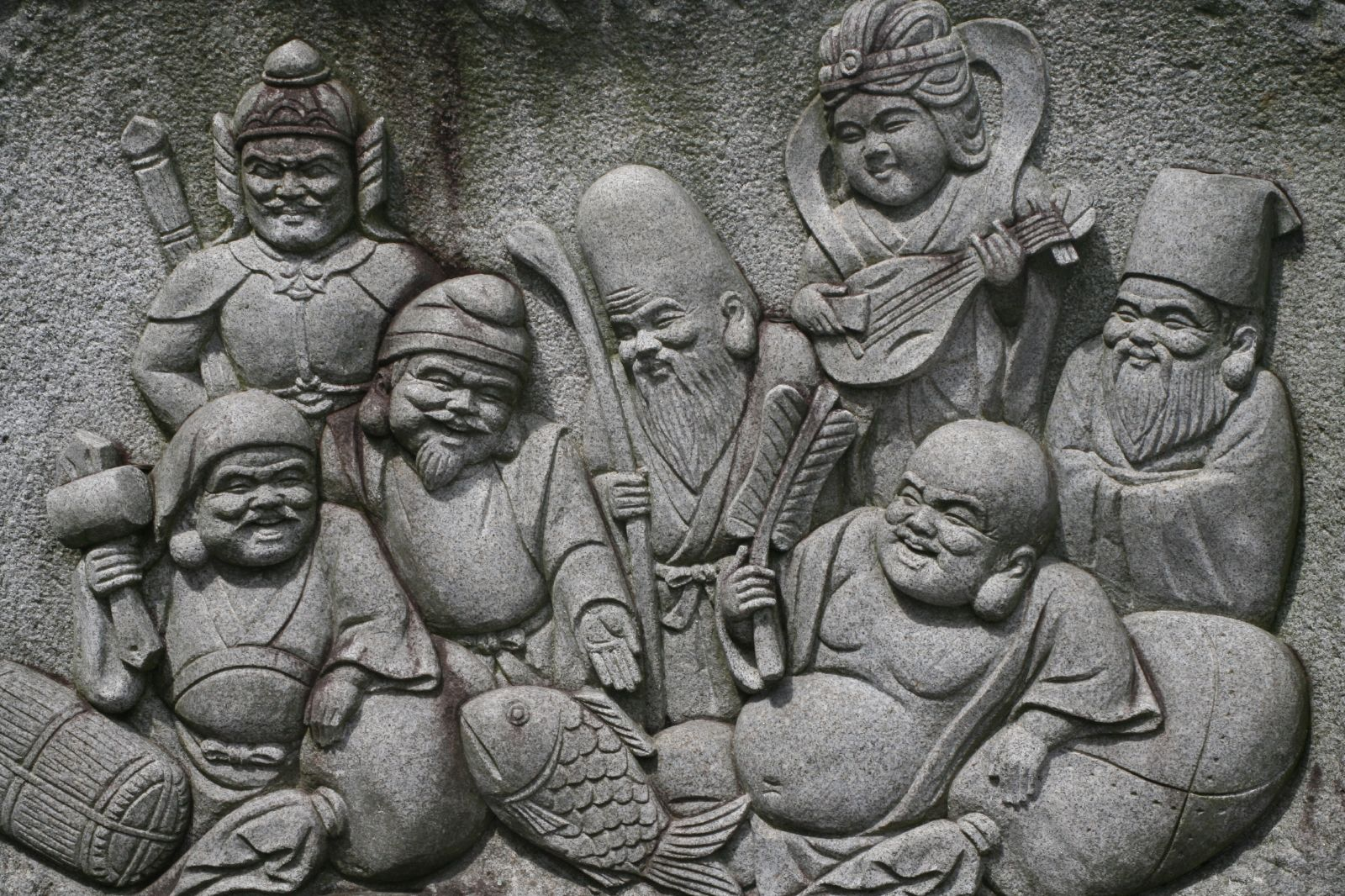
Les Sept Divinités du Bonheur de la mythologie japonaise.

Le 20 mars a été proclamé Journée internationale du bonheur et du bien-être par l'Assemblée générale des Nations unies du 12 juillet 2012 avec la résolution A/RES/66/281 du 28 juin 2012 qui stipule que :

« L'Assemblée générale [...] consciente du fait que la recherche du bonheur est un objectif fondamental de l'humanité, [...] reconnaissant également la nécessité d'une approche plus inclusive, équitable et équilibrée de la croissance économique qui favorise la durabilité du développement, l'éradication de la pauvreté, le bonheur et le bien-être de tous, décide de proclamer le 20 mars Journée internationale du bonheur, invite tous les États membres, les organisations du système des Nations unies et les autres organismes internationaux et régionaux, ainsi que la société civile, y compris les organisations non gouvernementales et les particuliers, à célébrer l'anniversaire de la Journée internationale du bonheur de manière appropriée, notamment par le biais d'activités éducatives visant à sensibiliser le public [...]. »

— (Assemblée générale des Nations Unies, Résolution A/RES/66/281)

Ainsi l'Organisation des Nations unies reconnaît le bonheur et le bien-être comme une aspiration universelle et pense que le bonheur devrait être pris en compte comme un objectif politique. La Journée internationale du bonheur vise à faire prendre conscience aux gens du monde entier de l'importance du bonheur dans leur vie.
En 2015, les Nations unies ont lancé 17 objectifs de développement durable pour rendre la vie des gens plus heureuse. Ses principaux objectifs de développement sont l'éradication de la pauvreté, la réduction des inégalités et la protection de notre planète. Les Nations unies invitent les personnes de tous âges à se joindre à la célébration de la Journée internationale du bonheur.

## Histoire

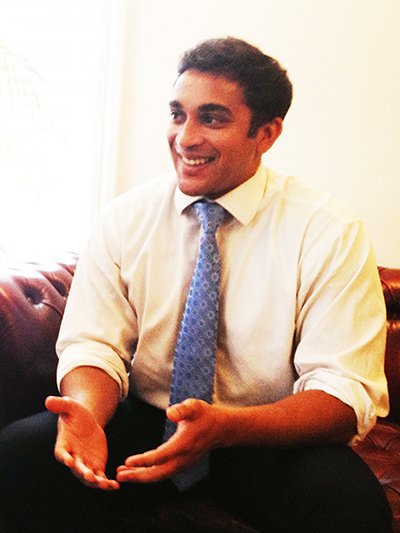
Jayme Illien parlant de l'économie du bonheur.

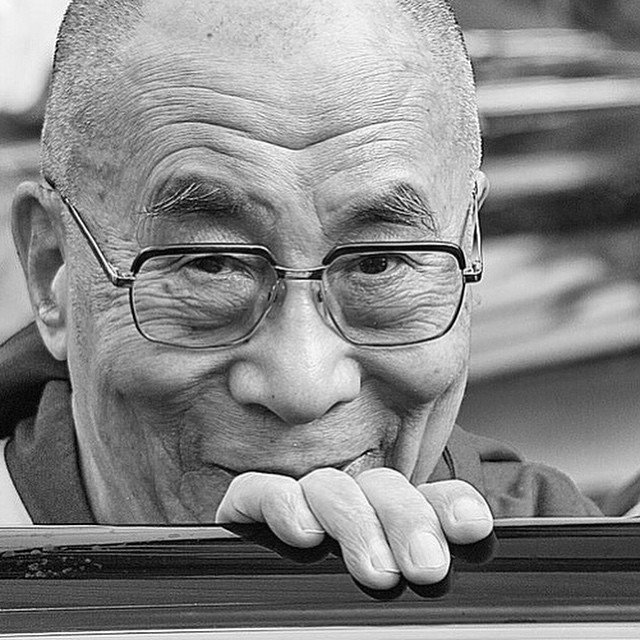
Le but de notre vie est d'être heureux. - SA le Dalaï Lama, dans le cadre de la Journée internationale du bonheur.

Avant la création de la Journée internationale du bonheur, avec Luis Gallardo, président de la World Happiness Foundation, Jayme Illien crée le Happytalism. Illien mène une campagne aux Nations unies de 2006 à 2012 pour encourager et faire progresser la primauté du bonheur, du bien-être et de la démocratie.
En 2011, le conseiller des Nations unies Jayme Illien propose l'idée de la Journée internationale du bonheur à l'Assemblée générale des Nations unies, après une campagne pluriannuelle dans le cadre de la Illien Global Public Benefit Corporation. Il veut que cette journée promeuve l'économie du bonheur dans le monde en améliorant le développement économique de tous les pays. Le 19 juillet 2011, l'Assemblée générale des Nations unies adopte la résolution 65/309 de l'ONU, Le Bonheur vers une Approche Holistique de la Croissance, une initiative de Jigme Thinley, le Premier ministre du Bhoutan à l'époque, un pays qui a poursuivi l'objectif du Bonheur national brut depuis les années 1970, et du gouvernement irakien.
La Journée internationale du bonheur est officiellement établie le 28 juin 2012 lorsque les 193 États membres de l'Assemblée générale des Nations unies ont adopté à l'unanimité la résolution 66/281. Elle est célébrée pour la première fois en 2013. S'appuyant sur le concept de Jayme Illien, les Nations unies font un pas en avant avec la Journée mondiale du bonheur pour informer les gens sur l'importance du bonheur dans leur vie et la nécessité d'intégrer le bonheur dans les politiques publiques.
En 2013, la première Journée internationale du bonheur est célébrée et lancée avec Ndaba Mandela, petit-fils de Nelson Mandela, et Chelsea Clinton, la fille de Bill et Hillary Clinton, lors de la conférence TedXTeen à New York. L'ONU et la Fondation des Nations unies organisent également des cérémonies et des célébrations.
En 2014 aux États-Unis, Pharrell Williams est embauché par les Nations unies en tant que promoteur de la Journée internationale du bonheur avec sa chanson Happy. Cette année-là, la deuxième Journée internationale du bonheur est promue par le chanteur et la Fondation des Nations unies avec le premier clip vidéo de 24 heures au monde sur l'air de la chanson Happy. Les gens du monde entier sont alors invités à créer leur propre clip vidéo pour que la chanson devienne le premier clip vidéo public de 24 heures au monde.
En 2015, la troisième Journée internationale du bonheur est toujours promue par Pharrell Williams, les Nations unies et la Fondation des Nations unies, entre autres campagnes mondiales. Pharrell Williams prononce un discours à l'Assemblée générale des Nations unies sur le thème Le bonheur est votre droit d'aînesse et appelle à agir contre le changement climatique. Google crée une prise de contrôle de la page d'accueil qui est vue plus de 3,5 millions de fois. Google lance également une campagne où Pharrell se présente au hasard et danse dans des lieux de rencontre de l'entreprise de Mountain View.

## Célébration
À l'occasion de la Journée internationale du bonheur, l'Assemblée générale des Nations unies appelle les gens à faire des progrès plus continus et à faire les petites choses qui continuent d'améliorer leur vie :

« Partagez le bonheur avec vos amis et votre famille lors de la Journée internationale du bonheur. Prendre le temps de noter et d'apprécier ce dont on doit être reconnaissant, même les petites choses, rendre les gens plus heureux et plus épanouis dans la vie. Envisagez d'en faire une habitude quotidienne, comme tenir un journal de gratitude. Passez du temps avec vos proches et essayez de réparer toutes les relations qui traversent une période difficile, car des relations de bonne qualité sont essentielles au bonheur. Essayez un programme étape par étape, où vous rencontrez quotidiennement des personnes partageant les mêmes idées pour vous entraider à agir et à vivre une vie plus saine. Vous pouvez également faire un don ou travailler avec un organisme de bienfaisance qui encourage les bonnes actions de votre choix. Les réseaux sociaux sont une autre façon de se connecter avec les autres. C'est un outil particulièrement puissant en ce jour car il nous aide à partager et diffuser instantanément nos activités, ainsi que la joie qu'elles apportent, partout dans le monde. »

## Smiley ukrainien
En 2022, pour la Journée internationale du bonheur, un smiley est projeté sur des bâtiments remarquables du monde entier dans le but de répandre le bonheur. Les smileys ne contiennent aucun message sur les projections, mais la moitié supérieure est bleue tandis que la moitié inférieure reste jaune, pour reproduire le drapeau ukrainien. Ce smiley survient à un moment où la guerre russo-ukrainienne a commencé près d'un mois auparavant. Il affiche ainsi non seulement le bonheur, mais aussi la solidarité avec l'Ukraine. Le 20 mars 2022, le smiley ukrainien est affiché à New York, Los Angeles, Londres, Berlin, Paris, Rio de Janeiro, Rome et Sydney.

## Plaidoyer officiel
Le 22 janvier 2013, Ban Ki-moon, le secrétaire général de l'ONU, prononce un discours à l'Assemblée générale des Nations unies en mettant l'accent sur le fait que les gens doivent se rassembler pour faire face aux problèmes et essayer d'accomplir leur mission qui est de vivre en société avec bonheur.

### L'information officielle par la Journée du Bonheur

#### Dix étapes pour atteindre l'objectif du bonheur mondial en 2021

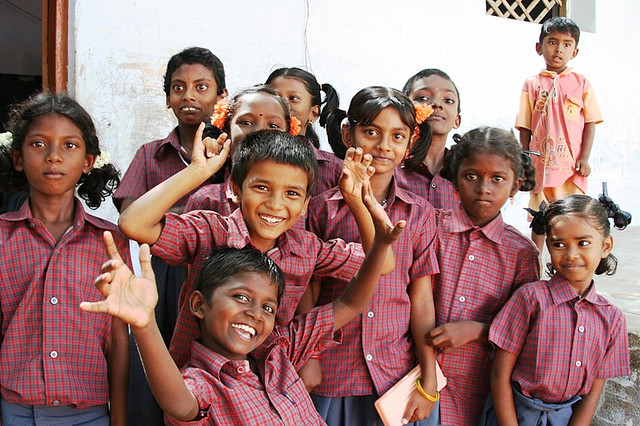
Enfants heureux

1. Faites des choses qui vous rendent heureux
2. Dites-le à tout le monde
3. Participez et célébrez le Concours mondial du bonheur (World Happiness Contest)
4. Donner et répandre le bonheur aux autres
5. Célébrer
6. Partagez les choses qui vous rendent heureux sur les réseaux sociaux
7. Promouvoir la résolution
8. Nous ferons progresser les objectifs mondiaux de développement durable des Nations unies
9. Profiter de la nature
10. Adoptez l'hédonisme

#### Sept missions principales en 2021[20]
1. Le bonheur comme droit humain fondamental et objectif pour tous
2. Le bonheur comme aspiration universelle dans la vie de tous
3. Le bonheur comme manière de vivre, d'être et de servir les communautés et la société
4. Le bonheur comme étoile polaire pour les individus, les communautés, les gouvernements et la société.
5. Chemin du bonheur vers la réalisation des objectifs de développement durable
6. Le bonheur comme "nouveau paradigme" pour le développement humain
7. Célébration mondiale de la journée internationale du bonheur démocratique, diversifié, organique et inclusif.